# قوة الحب
في عام 1984، نُشرت رواية قوة الحب (بالإنجليزية: Love Medicine) كأول رواية للكاتبة الأمريكية لويز إردريتش. نقحَت إردريتش الرواية وتوسعت بها في وقت لاحق في طبعات عامي 1993 و2009. تتحدث هذه الرواية بشكل خاص عن خمس عائلات تربطها روابط عائلية، وتنتمي جميعها إلى شعب الأجيبوي الذي يعيش في محميات خيالية في ولايتي مينيسوتا وداكوتا الشمالية. تعود أحداث هذه الرواية إلى حقبة زمنية امتدت لستة عقود، بدءًا من عقد الثلاثينيات وحتى الثمانينيّات من القرن العشرين. نالت هذه الرواية مدح الكثير من النقاد، وحصلت على الكثير من الجوائز الأدبية ومنها جائزة دائرة نقاد الكتب الوطنية عام 1984.

## ملخص الحبكة
تتحدث الرواية عن حياة ثلاث عائلات رئيسية وهي عائلة كاشبواس ولامارتينز وموريسيز إضافة إلى عائلتين مهمشتين وهما عائلة بلاجرس ولازارس. وفقًا للرواية، تقيم هذه العائلات بشكل متفرق حول محميات الأجيبوي الخيالية، وهي مدينة نوهورس الصغيرة وهوبدانس ومينيابوليس-سانت بول ومدينة فارغو. استخدمت إردريتش في روايتها منهجًا لا يعتمد على تكملة القصص بشكل متسلسل؛ بل يُروى كل فصل من وجهة نظر مختلفة عما قبله في الفصل السابق، وذلك باستخدام سرد الشخص الأول والشخص الثالث المحدود.
تبدأ الرواية بتجمد جون مورايسي حتى الموت في طريق عودتها إلى البيت في عيد الفصح، من عام 1981، وإلى غاية عام 1985، بعد أن أُعيد لمّ شمل جون وزوجها السابق جيري نانابوش مع ابنهما لبشا. يحتوي المجلدان قصصًا مترابطة تتقدم أحداثها بترتيب زمني حر منذ عام 1934 فصاعدًا. فيما بعد تلتقي قصتان في منتصف الرواية في أحد الأيام في حياة لول ولامارتين، وماري لازار، ونيكتور كاشبا الذين يتشاركون مثلث الحب. (فعلى الرغم من أن القصص التي تتضمنها الرواية في المجلدين تبدو مُنفصلة بعضها عن الآخر، فإن هذه القصص تلتقي أحداثها مع بعضها بتسلسل وبشكل تصاعدي زمنيًا بدءًا من عام 1934. وضمن مجريات الرواية وبعد مضي نصفها تجتمع أحداث قصتين يكون محورهما كلٌ من لول ولامارتين وماري لازار ونيكتور كاشبا. إذ تلتقي هذه الشخصيات التي تمثل مثلث الحب في الرواية في يوم واحد من الأحداث عندما يتحدث كل منهم عن نفسه في ذلك اليوم.

## المواضيع الأساسية
يعكس الاختلاف بين الأسلوبين النقدي والنظري للرواية مدى تعقيد الرواية، لأن الرواية تحوي في طياتها عدّة مشاهد مختلفة تلتقي مع بعضها وكذلك تتضمن مقابلات متنوّعة. فأبرز الأفكار في الرواية تلك التي تكون على صلة بالخطابات والآداب المتنوعة، وأدب الأمريكيين الأصليين المعاصر وما بعد الحداثة. والواقعية والفكلور الاجتماعي وأسلوب القصص الروائي المسرد على شكل حكايات مروية بين الناس وكذلك السرد الأسطوري.

### الهوية والميثولوجيا
في سياق أدب الأمريكيين الأصليين المعاصر، تبحث العديد من شخصيات الرواية عن الهوية. فقد عرّفَ الناقد الأمريكي ديفيد تريور (البحث عن إعادة التواصل الثقافي) بالقوة الدافعة التي تقود خيال الأمريكيين الأصليين، إذ ناقش (بأن الإصلاح الذاتي يأتي من خلال تنشيط البعد الثقافي). وبالحديث عن الأشخاص من السلالة المختلطة، وضحت إردرتش في مقابلة لها: «يجري بحث إحدى مميزات الرواية وهي السلالة المختلطة... وإن كل هذه الأبحاث تجري في محاولة اكتشاف من أين أتينا». وقد لاحظ كل من لويس أوينز وكاثرين رينوتر أن كلاً من الأمريكيين الأصليين والكُتاب قد وُضعوا على الهامش وعوملوا كشعب يجب أن يُحترم من الخارج. صرح أوينز: «من الواضح أن الهندي المهمش والسلالة المختلطة عالقين بين أسطح العوالم في خيال إردرتش، إلا أن بعض هذه الشخصيات تميل إلى الاختفاء خلف شخصيات أخرى وهي الشخصيات الحقيقية التي تظهر رغمًا عن ذلك....، كرواي القصة رسمت نسيجاً من المعنى والمغزى من بقايا الآثار».
عملت إردرتش في روايتها على حَبك قصص وتصوير شخصيات تنتمي إلى أجيبوي بطريقة أسطورية، وكانت تهدف من ذلك إلى إظهار الثبات الثقافي لهذا المجتمع الذي حافظ عليه. فمن الشخصيات التي تضمنتها الرواية نانابوز الذي عرّفتهُ أوينز بالذي ظهر بمظهر المتجول المخادع وخالق العالم كمفتاح يشير إلى ما بين الأسطر في نص إردرتش. أشار أوينز إلى أول فصل من الرواية: «وفقاً لروايات المحتال التقليدية، ففي بداية الرواية يظهر كاشبا متنقلاً وبدون منزل يقيم فيه. وفي حال كانت الغاية من رواية قصص نانابوز تحدي المستمعين وتذكيرهم بأصولهم بشكل مباشر، كما يناقش أوينز، فإن الغرض من اختفاء شخصية جون في رواية الحب هو تأكيد وجود مكان دائم لكل شخصية في المجتمع القبلي. ومن ناحية أخرى يذكر أوينز في صياغته، فكما يتجاوز المحتال الزمان والمكان، فإن موت جون الذي يحدث في عيد الفصح، يُحدِث خللًا في الوقت الخطي للمسيح ويتشابك مع الوقت التراكمي.
وأخيراً، يوضح أوينز أن مبدأ نانابوز الأسطوري يبدو واضحاً في اسم عائلة نانابش: الارتباط الذي كشف عنه من جهة الأب بين جيري نانابش وشخصية بطل الثقافة الهارب والذي كان على ما يبدو قادرًا على تغيير الشكل، وليبشا التي لديها دائمًا بعض الحيل في جعبتها، وذلك ليضمن نقل قيم وعادات السكان الأصليين.

### الأرض والهوية القبلية
يتميز ارتباط هؤلاء السكان بهذه الأرض بأنها مصدر وجودي ومصدر قوة فكري والتي تبرز من خلالها الهوية القبلية بشكل واضح في الرواية. على سبيل المثال، العم إيلي، على الرغم من كِبر سنّه إلا أنه كان يتمتع بصحة وقوة بدنية، وسبب ذلك يعود إلى قوة انتمائه وارتباطه بالأرض، وعلى عكسه أخوه نكتور الذي أصابه الخرف حين تربى خارج أرض الوطن. تظهر الأهمية الكبيرة التي توليها الكاتبة لويز إردريتش للأرض من خلال روايتها هذه جليّة في صياغتها الفنية في جزء من الرواية عندما تتحدث (من أنا: ارتباط الكاتب بالأرض). وضحت إردريتش هذا الانتماء الذي تتميز به هذه القبائل مع مفهوم الانتماء وفق الحضارة الغربية والنظرة المعاصرة لهذه الحضارة إلى الأرض من حيث الانتماء، والتي تقوم على مبدأ: «لا شيء يدوم إلى الأبد، حتى الارتباط بالأرض ينتهي يومًا ما». من وجهة نظر إردريتش، حُفظ الأدب الغربي من الاندثار لتوثيق التغيير وذلك للإبقاء عليه بسبب خطر الإبادة النووية. وضحت إردريتش كيف كتب العديد من الكتاب الهنود من مختلف الأماكن «فبالنسبة لهم، غير المتوقع قد حدث فعلًا»، وعلى هذا النحو، فإن واجبهم يكمن في إعادة تشكيل مكان جديد يمكنه أن يستوعب ««رواية» قصص الناجين المعاصرين إلى جانب الحماية والاحتفال بما بقي من ثقافتهم بعد الكارثة التي أصابتهم».

### فكاهة السكان الأصليين والبقاء على قيد الحياة
علقت إردريتش في عدة مقابلات على أهمية الفكاهة حيث استخدمتها كآلية لوصف قوة ومقاومة السكان الأصليين. وقالت: «حينما يتعلق الموضوع بالفكاهة من أجل البقاء، ستتعلم الضحك على العديد من الأشياء […] فهذه نظرة من منظور آخر للعالم، مختلفة جداً عن الطريقة النمطية، وتتعرف على المذهب الرواقي الهندي الثابت الذي لا يتزعزع، وعلى النظر إلى غروب الشمس». يناقش ويليام جليسون في رواية قوة الحب، ظهور الفكاهة في لحظات غير مناسبة والذي تسبب في طرح تساؤل كبير حول الانتماء. ومن ضمن أمثلة جليسون حول ظهور الفكاهة في غير محلها، موت نكتور المأساوي ورواية جوردي لنكتة نرويجية في رواية (أعظم صياد في العالم) حيث يُسمع كينغ وهو يهدد زوجته جسدياً في الخارج. وفي ضوء التصرفات عبر التاريخ التي ارتكبت بشكل لا يصدق ضد المجتمعات الأصلية، يطرح جليسون اقتباسات من مختلف الباحثين في الجانب النظري ليشير إلى أهمية التأثير المتجدد للسخرية. إضافة إلى أسلوب ليبشا الساخر الذي يسمح للعالم أن يقاسي الحزن ويدرك أخيراً أن (البقاء مجرد مسألة قرار). وتبعاً لجليسون، يمكن أن تكون هذه الدعابات ذات بعد تخريبي صريح، إن لم يكن تحرريًا، عند استحضار الأساطير الأمريكية الأصلية. إضافة إلى أنه يميز هيوكا بشكل حرفي ومجازي بكونه يواجه مهرجاً متناقضاً، ونانابوز والمحتال المخادع، كتجسيد شخصيتين من شخصيات الهنود التي لها دور في إنجاح الفكاهة. تعرض العديد من شخصيات الرواية وبشكل انتقائي جوانب مختلفة من هيوكا ونانابوزو: يتذمر ليبشا من رأسه بكونه (ثقيلًا جدًا) كرد فعل على كثرة كلام جدته، وتستخدم ماري المراوغة والذكاء بشكل عدواني لتنجو وتبقى في الدير. كذلك يناقش جليسون بأن هذه السخرية لم تنتج ببساطة بسبب وجود السكان الأصليين في الرواية، بل لأنها عنصر رئيسي فيها.

### الوطن والانتماء
نلاحظ كيف أن رواية قوة الحب تنتهي بكلمة (وطن) وكيف أن كل شخصية من شخصيات الرواية تفسر كلمة (وطن) بفكرة مختلفة عن المفهوم الحقيقي. حيث يذكر روبرت سيلبرمان بان (الوطن) بأنه مفهوم محاصر وتعبير غامض مشابه لدوافع جون كاشبو في محاولتها للعودة. وجسدت جون موضوع العودة إلى الوطن على أنها موضوع ثانوي مصاحب لأحداث الرواية بالكامل، وبنفس الوقت، فإن كل شخص من أفراد عائلتها يعبر عن رغبته بوطن له. وعلى الرغم من أن موضوع العودة إلى الوطن موضوع شائع في الأدب الأمريكي، يُظهر سيلبرمان أن رواية قوة الحب تتعامل مع موضوع لا يمكن تصنيفه من المواضيع البسيطة حيث يمثل الوطن الحرية للبعض بينما يمثل المعتقل للبعض الآخر. في مقاله هذا، يركب غربج ساريز ذلك الغموض مع القلق بالعودة إلى لحظة من لحظات حياته الشخصية لاكتشاف قراءة ممكنة للنص تكون خارج الأطر المعروفة. وعلى عكس كاثرين رينووتر التي تعتبر تجربتُها قراءةَ رواية قوة الحب نوعًا من العادات اللامبالية الدائمة التي لا مفر منها والناشئة عن الصراع بين الرموز المتعارضة، يركز ساري على عودة ألبرتين إلى أرضه الخاصة وعودة ليبشا إلى جذورها الاصلية ليوضح ة كيف أصبحت علاقته الشخصية مع المنزل عالمية وبذات الوقت في مواجهة مع النص.

## الأسلوب
نظراً للاهتمام الكبير الذي كرسته إردريتش لاستخدام مختلف الأجناس والأشكال الأدبية في رواية قوة الحب، وكيف تفاعلت مع بعضها وأنتجت هذه الرواية. وصفت كاثلين ساندز قوة الحب بكونها رواية تفوق الخيال والتي تألفت من (حواف قاسية وأصوات متعددة معبرة وأحداث غير مكتملة وتغير غير منتظم في الأسلوب..... وذكريات غير مكتملة) والتي جرى ربطها مع بعضها بأسلوب الانعكاس الذاتي. وفقاً لساندز، فإن الرواية تهتم بطريقة السرد القصصي بقدر أهمية معنى الرواية بحد ذاتها. ومن جانب آخر تتساءل هرتا دي. سويت ووينغ عن إمكانية اعتبار رواية قوة الحب رواية من الأساس. وفي حين أن وينغ قد اقتبست توضيح روبرت لوشير (لسياق القصة القصيرة): «مجموعة من القصص التي تجمع وترتب بشكل منتظم من قبل المؤلف، والتي يدرك فيها القارئ الأنماط والترابط المنطقي». وبرغم ذلك، تعترض وينغ على تعريف لوشير، بأنه فشل في تقديم صورة واضحة للمعنى الكامن للرواية الأمريكية الوطنية والتي غالبًا ما تكون متعددة الاتجاهات ومرتبة تاريخياً. وبناءً على ذلك، توصلت وينغ إلى وصف قوة الحب على أنها «نسيج من القصص القصيرة الملمة بمواضيع جميع استراتيجيات الأدب الحديث». على سبيل المثال، استخدام أصوات روائية متعددة ونقل قصص عن الفن والتاريخ والحضارة (كاستخدام روائي للقصة أو التكرار والتحدث عن التنمية الدورية والتركيب المترابط).

## روابط خارجية
- قوة الحب على موقع الموسوعة البريطانية (الإنجليزية)